# ふるさとプロデューサー
ふるさとプロデューサーは、中小企業庁が平成26年度補正予算で行う「ふるさと名物応援事業」において、地域の産品の開発や販路開拓、ブランド化などの取り組みを進める中核的な人材のことである。この事業は、地域資源活用等による海外展開が難しい中小企業・小規模事業者の支援のための人材育成事業である。通称「ふるプロ」。

## 背景
地域資源法改正に伴い、中小企業庁では、地域ブランド創出の取組を促進する。地域ブランドをつくり、地域経済の活性化を進める為には、地域の実情に通じ様々な関係者との連携の軸となりうる市町村(特別区を含む。)が旗振り役となって、地域を挙げた取組を推進していくことが必要となるため。

## 主体
- 経済産業省
- 中小企業庁
- 独立行政法人中小企業基盤整備機構